# 大槻公園
大槻公園（おおつきこうえん）は、福島県郡山市大槻町にある都市公園（総合公園）。1984年10月に開設された。公園面積277,000.0㎡。

## 概要
長さ200メートルのスライダー、子供が体を動かして遊ぶための「子どもの遊び場」（スカイデッキ、体験学習施設、木製アスレチック）、バーベキュー施設等、子供や家族連れ向けの施設が数多く整備されている。
また、スポーツ施設として夜間照明設備を備えた野球場、郡山市営西部サッカー場、郡山市西部体育館、郡山相撲場、宿泊施設を備えた郡山市青少年会館が併設され、各種スポーツの合宿等に利用が可能。
2014年4月指定管理者が郡山市文化・学び振興公社から学校法人新潟総合学院へ変更となった。

## 施設
- 駐車場 200台収容
- 休園日 月曜日(祝日の場合は翌日)、11月16日～3月の第3金曜日

## 所在地
- 福島県郡山市大槻町字漆棒70番地1

## アクセス
- 郡山南ICより車で15分
- 郡山中央スマートIC（ETC専用）より車で3分
- 郡山駅11番バス乗り場より休石・山田原・御霊櫃行　大槻スポーツ公園入口下車